# Capilla de Nuestro Señor de los Pasos
La Capilla de Nuestro Señor de los Pasos es una iglesia católica situada en la ciudad de Porto Alegre, Brasil. Forma parte del complejo de edificios de la Santa Casa de Misericórdia. Ha sido incluida dentro del patrimonio histórico de la ciudad.

## Historia
La Santa Casa fue fundada en 1803 y tardó en construir un templo para atender a los enfermos en su interior. El Libro 1.º de Resoluciones de la Hermandad de la Santa Casa da Misericórdia, en su primera entrada, fechada el 24 de enero de 1814, informa de la existencia de una imagen del Señor de los Pasos propiedad de la devoción del mismo nombre administrada por la Hermandad del Santísimo Sacramento, y de la necesidad de establecer una capilla o iglesia en el Hospital Público de la Misericordia, donde se pudiera guardar el Santísimo Sacramento para que pudiera ser ministrado a los enfermos por los Hermanos de la Misericordia, y solicitó fondos para este establecimiento y para el traslado de la imagen..
El siguiente acuerdo, fechado el 11 de julio de 1814, establece la necesidad de elegir un nuevo proveedor y ampliar la corporación para recaudar limosnas. También aconseja fusionar la Hermandad con la Devoción, cuya imagen se encontraba entonces en la Sacristía de la Matriz de Porto Alegre, declarando que podría servir de Patrona para el Hospital, pues dicha imagen ya atraía limosnas suficientes para la construcción de la capilla.
La petición fue concedida el 26 de julio del mismo año, firmada por Diogo de Souza, gobernador de la Capitanía de San Pedro del Río Grande del Sur, y registrada en el Libro de Actas Ordinarias del Ayuntamiento de la Capital el 14 de diciembre de 1814. La construcción parece haber sido obstaculizada ya que se hizo una nueva solicitud de construcción al gobernador en 1818, iniciándose finalmente en 1819, durante la proveeduría del juez Luiz Corrêa Teixeira de Bragança. En 1825 se inauguraron la nave y el altar de la capilla, y se entronizó la imagen del Señor dos Passos que estaba en la Matriz desde 1808.

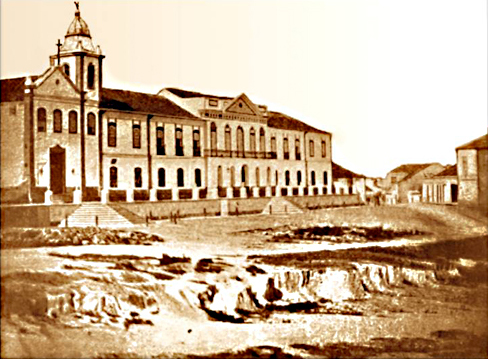
Aspecto de la Santa Casa y Capilla en c. 1850

La primera capilla duró hasta 1858, cuando fue demolida para dar lugar a un nuevo edificio. Entre 1866 y 1868, el maestro carpintero João do Couto e Silva realizó un altar mayor y una decoración en madera tallada. También diseñó un consistorio, una balaustrada y una barandilla. En esta época, la capilla recibió nuevos implementos y las imágenes del Señor Crucificado, Nuestra Señora de la Soledad y Santa María Magdalena, compradas en Bahía por Lopo Gonçalves Bastos. Entre 1873 y 1881, durante la proveeduría de José Antônio Coelho Júnior, la capilla fue objeto de obras de conservación y reparación que incluyeron la renovación del presbiterio, la decoración de los altares, el pavimento de la nave, la sustitución de puertas, la instalación de dos tribunas, la protección del coro con barandillas de hierro y la compra de un pequeño carillón de tres campanas. También se instaló un órgano.

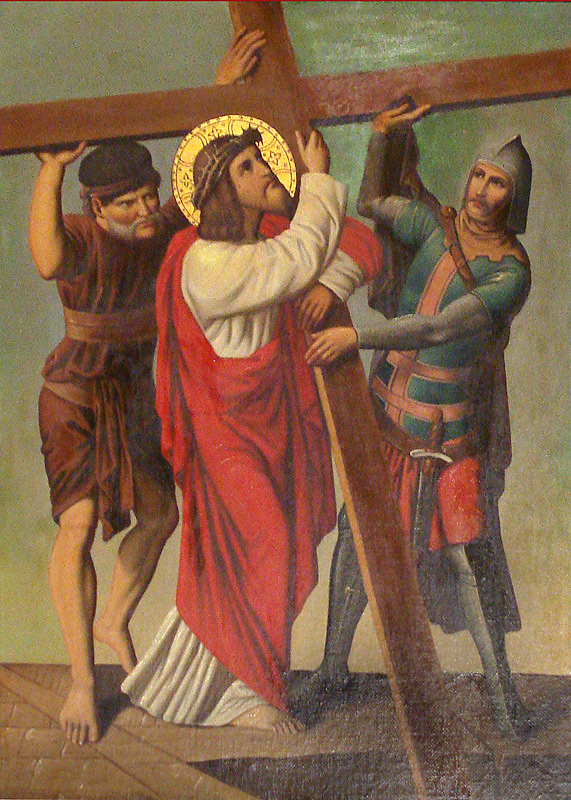
Uno de los paneles del Vía Crucis

A finales de la década de 1880, las nuevas intervenciones incluyeron una nueva capa de pintura, la instalación de un pararrayos en la torre, el dorado de las banquetas y los retretes, la instalación de tuberías de gas, un cambio en la iluminación, la encarnación y retoque de imágenes, el empapelado del altar de Nuestra Señora de la Soledad y de las dos sacristías, la remodelación de los aperos, la adquisición de ornamentos y el alfombrado del arco del crucero. Las reformas continuaron a principios de la década siguiente, con la encarnación y ornamentación de las imágenes de Nuestro Señor de los Pasos y Nuestra Señora de la Merced y la entronización de las reliquias de cuatro mártires. Un Vía Crucis pintado fue encargado en Europa en 1897 e instalado en 1903.
El 29 de junio de 1909, el Jornal do Commercio anunciaba que "pronto la arquitectura moderna entonará el canto casi secular de la salmodia de Fray Joaquim do Livramento", en una referencia al fundador de la Santa Casa y a la transformación en el estilo del edificio. Una placa conmemorativa en el interior de la Santa Casa, fechada en 1911, cuando fue reinaugurada, afirma que el proveedor, teniente coronel Antônio Soares de Barcelos, había ordenado la reconstrucción casi total del templo entre 1909 y 1910, con Victor Ferlini y Hugo Ferlini como arquitecto y capataz, respectivamente. Aunque no hay constancia de la naturaleza y el alcance exactos de esta renovación en lo que respecta al interior, lo cierto es que produjo un cambio importante en la fachada, que fue remodelada en estilo neogótico. 
Entre las décadas de 1930 y 1940, se añadió mobiliario y, en 1936, se instalaron campanas en las torres, dedicadas a Nuestra Señora de la Gloria y a San Francisco de Asís. En la década de 1940, otra importante reforma suprimió la escalera de acceso debido al cambio de urbanización de la calle que tenía enfrente. La entrada se trasladó al lateral del edificio y, a continuación, se cerró la puerta de entrada, que fue sustituida por una gran vidriera realizada por la artista Judith Fortes en colaboración con la Casa Genta. A principios de la década de 1960, una nueva revitalización del interior introdujo ornamentaciones pintadas por Emilio Sessa.
En 1977, la capilla fue incluida por el Municipio en el Inventario de Bienes de Valor Histórico y Cultural y de Tradición Significativa.En 2004 la capilla fue restaurada. En 2019 se celebró su 200 aniversario con una misa en latín, un recital de música sacra y una visita guiada. En el mismo año, se puso en marcha un proyecto de restauración de las vidrieras.

## Características

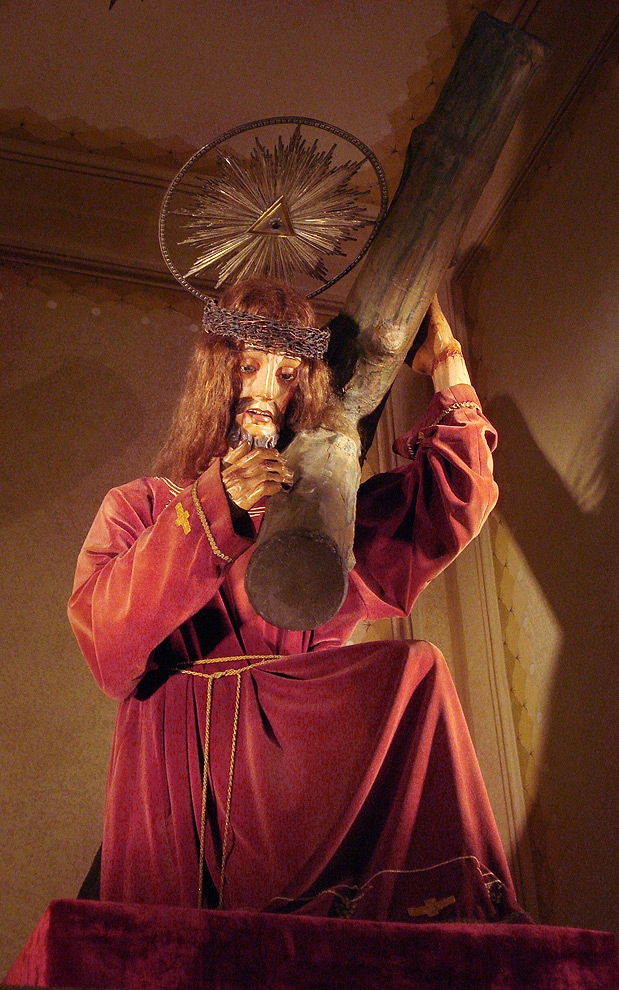
Imagen del patrón, Señor dos Passos, en el altar mayor

La fachada es de estilo neogótico, con un cuerpo central y dos campanarios laterales con pilastras en las esquinas. Tiene cuatro niveles: el primero es un sótano elevado sin vanos. El segundo nivel muestra una gran ventana ojival en el centro, cerrada por una vidriera y enmarcada por una balaustrada inferior y un frontón superior, y en las torres se abren pequeños vanos con un esquema similar, pero ciegos. Le sigue un friso saliente decorado con un motivo floral, y a continuación tres ventanas, también con ojivas y vidrieras, flanqueadas, en el cuerpo de las torres, por vanos similares pero con mainel y oculus. Inmediatamente aparece una cornisa decorada con pequeños arcos ojivales que sirve de base al frontón principal, un triángulo rebajado con frontones rectos, un óculo redondo y una cruz metálica en la parte superior. En los laterales, las torres presentan grandes vanos ojivales, con pináculos en las esquinas y cúpula cuatripartita y remate de linterna.
La entrada se encuentra en el interior del edificio de la Santa Casa. El interior de la capilla tiene forma de L, con una sola nave con coro, ventanas sólo a la izquierda, y un espacio contiguo con bancos, a la izquierda del coro, que se encuentra al fondo de la nave, delimitado por un gran arco de medio punto y una barandilla. El techo es plano, curvado a lo largo de las paredes y dividido en zonas cuadradas con medallones en el centro, de los que cuelgan lámparas de araña contemporáneas. Motivos geométricos y otros medallones con diferentes imágenes completan la decoración del techo. 
Las paredes están casi desnudas, salvo por una imagen en relieve de la Virgen de la Merced a la izquierda, y un Vía Crucis a lo largo de la pared derecha, en lienzos pequeños pero finamente diseñados. Las dos puertas de entrada y la que conduce a la sacristía están revestidas de cojines con ricas esculturas de estilo barroco colonial tardío. 

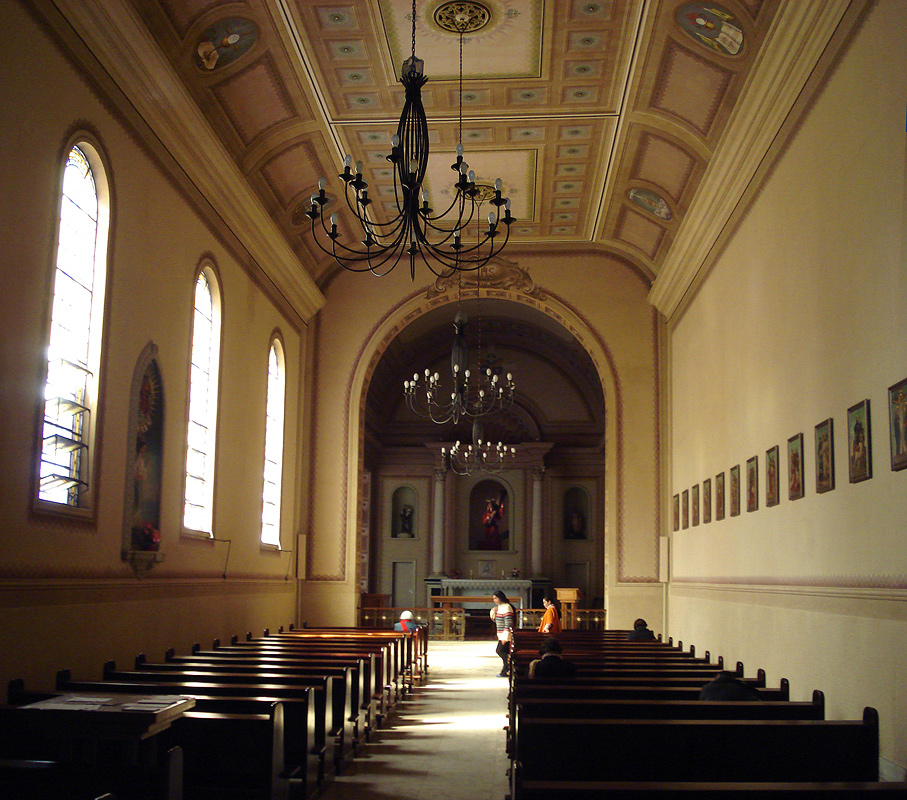
Nave y presbiterio

Un total de siete vanos están decorados con vitrales, producidos por Casa Genta de Porto Alegre, con diseños de Maximilian Dobmeier y Judith Fortes. Cinco de ellos son figurativos, con escenas de Nuestro Señor de los Pasos, la Crucifixión, la Deposición de la cruz, las Tres Mujeres en el sepulcro y la Ascensión de Cristo.
El presbiterio tiene un altar mayor neoclásico, sencillamente decorado, con tres nichos para estatuaria. La hornacina central, muy profunda, flanqueada por dos elegantes columnas del orden corintio, alberga una gran imagen del Señor de los Pasos, ejemplo significativo de los tradicionales santo de roca de devoción colonial de herencia barroca, cuyo impacto dramático se ve incrementado por la iluminación. 
Las hornacinas laterales albergan otras imágenes, mostrando la de la derecha una Nuestra Señora de la Merced, también de talla barroca, y la de la derecha, a San José con el Niño en brazos. Encima del altar, un flor en motivo de concha insertado en un arco de medio punto, y como remate, sobre el conjunto, una pintura mural que representa al Divino Espíritu Santo. El techo es una bóveda de cañón con decoración similar a la de la nave.
El espacio situado a la izquierda del presbiterio cuenta también con una importante estatuaria, entre la que destacan una Inmaculada Concepción neogótica, un Sagrado Corazón de Jesús, ambos de principios del siglo XX, y sobre todo una majestuosa Virgen del Rosario, realizada en el siglo XIX, con el Niño Jesús en brazos y un grupo de ángeles a sus pies.